# رفتار ترسناک

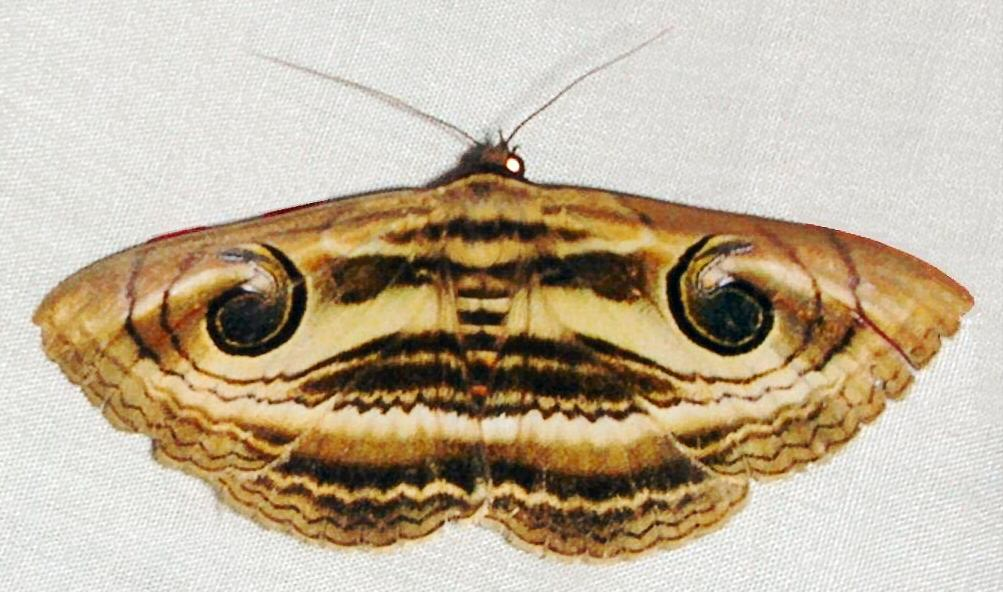
Spirama helicina شبیه به چهرهٔ مار در یک نمایش اهریمنی یا بلوف‌زننده

رفتار ترسناک (به انگلیسی: Diematic behaviour) یا نمایش ترساندن (به انگلیسی: Sartle display) یا رفتار دیماتیک به معنای هر الگوی رفتاری بلوف زدن در جانوری است که بدون دفاع قوی است، مانند نمایش ناگهانی خال‌چشمی آشکار، برای ترساندن یا منحرف کردن ناگهانی یک شکارگر، در نتیجه به جانور طعمه، فرصتی برای فرار می‌دهد. واژه deimatic یا dymantic از واژه یونانی δειματόω (deimatόo) به معنای ترساندن گرفته شده‌است.
نمایش ترساننده در گروه‌های کاملاً جدا شده از جانوران، از جمله بیدها و شاپرک‌ها، پروانه‌ها، آخوندک‌ها و چوبک‌سانان در میان حشرات رخ می‌دهد. در سرپایان، گونه‌های مختلف هشت‌پا، ماهی مرکب، سپیداج و ناتیلوس کاغذی، ترساننده هستند.

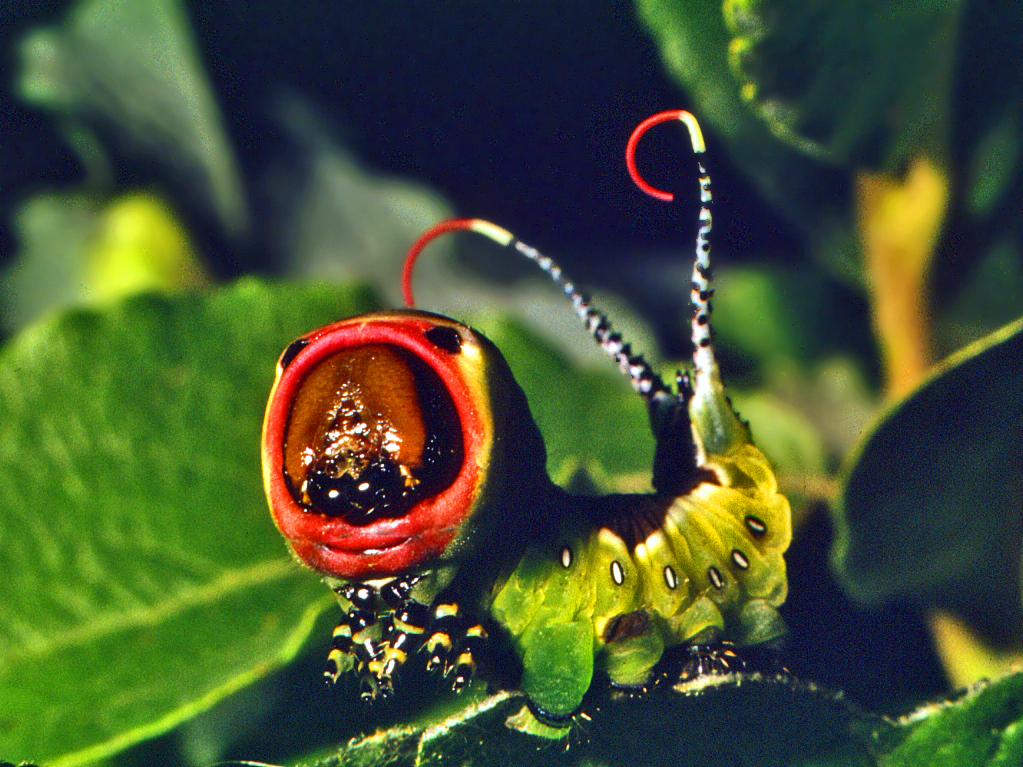
کرم شب‌پره (Cerura vinula) که دو تاژک خود را در دم و تکه‌های قرمزرنگ روی سر خود نشان می‌دهد. اگر تهدیدکننده عقب‌نشینی نکند، کاترپیلار می‌تواند اسید فرمیک را از تاژک‌های خود شلیک کند.

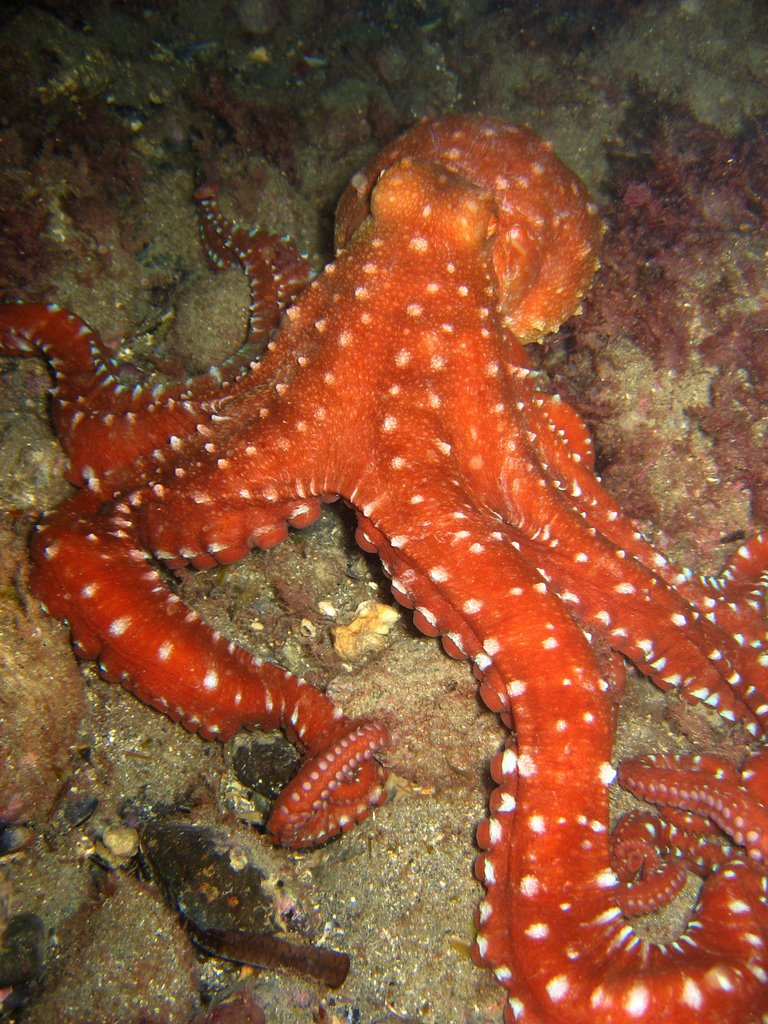
نمایش دوگانگی درCallistoctopus macropus در صورت آشفتگی، یک رنگ قرمز مایل به قهوه‌ای روشن با لکه‌های بیضی سفید ایجاد می‌کند.

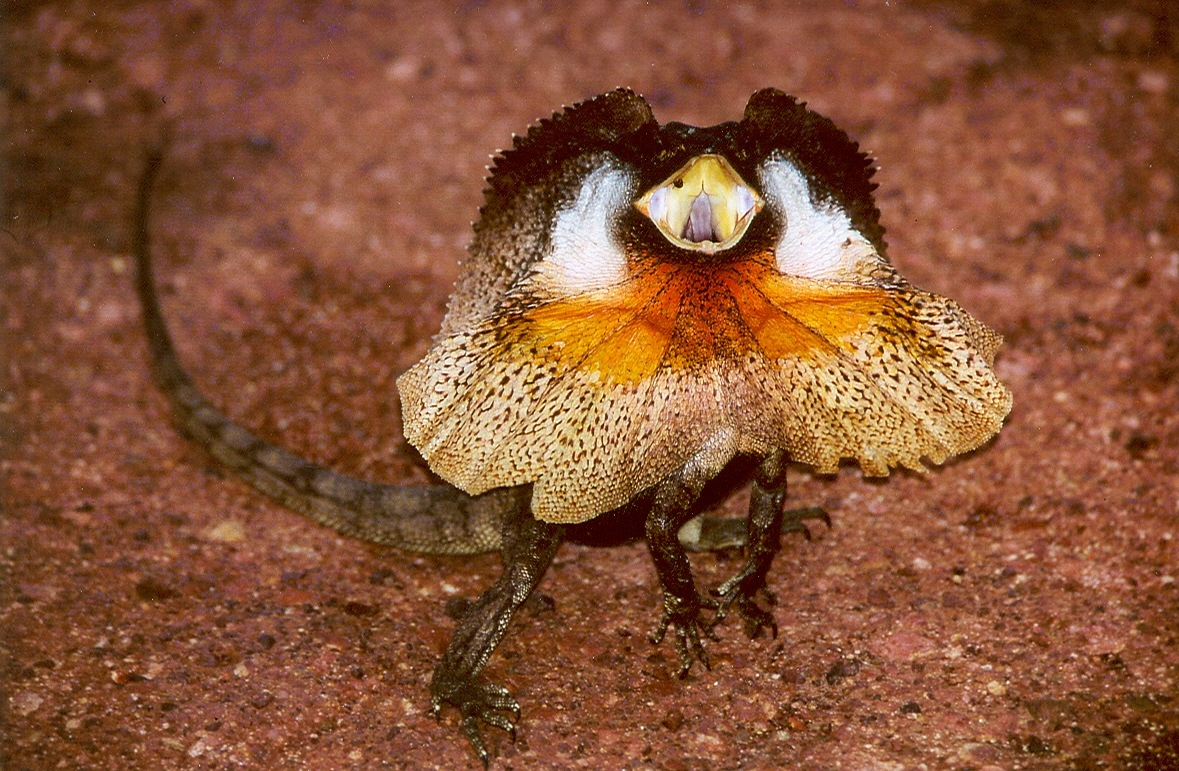
مارمولک پرده‌دار زمانی که با شکارگران روبرو می‌شود، با پرده دور سر و گردن خود را بزرگ نشان می‌دهد، بدن خود را بالا می‌برد و دم خود را تکان می‌دهد.